# Namibia First Division
Die Namibia First Division (teilweise auch als Namibia Nationwide First Division bezeichnet) ist die zweithöchste Spielklasse im Fußball in Namibia. Sie wird von der Namibia Football Association organisiert und wurde seit Ende 2009 unter dem Dach der Namibia Premier League ausgetragen. Seit 2021 wird diese direkt von der NFA organisiert.
Es handelt sich bei der Namibia First Division um eine Amateurliga.

## Modus
Es treten je zwölf Mannschaften in drei getrennten Gruppen Süden (Southern Stream; SSFD) sowie Norden (Ost) (Northern Stream East; NSFDE) und Norden (West) (Northern Stream West; NSFDW) gegeneinander an. Bis zur Saison 2012/2013 bestand der Norden nur aus einem Stream mit 12 Mannschaften. Die Streams werden seit der Saison 2018 teilweise in zwei Gruppen unterteilt, um Reisestrapazen und -kosten zu senken.
Es gilt die in der FIFA übliche Drei-Punkte-Regel.
Einmalig steigen aus der Saison 2013/2014 bis zu fünf Mannschaften in die Namibia Premier League auf, da diese ab der Saison Namibia Premier League 2014/15 mit 16 Mannschaften spielt.

### Süden

#### Seit 2012/2013
Im Southern Stream treten 12 Mannschaften aus den Regionen Khomas, Omaheke, Erongo, Hardap und ǁKharasKlicklaut an. Alle Mannschaften treten in Hin- und Rückspielen jeweils zwei Mal gegeneinander an. Der Meister steigt in die Namibia Premier League auf, die drei letztplatzierten Mannschaften steigen in die Namibia Second Division ab.
Alle Mannschaften treten in Hin- und Rückspielen gegeneinander an. 
Der Meister steigt in die Namibia Premier League auf, der letztplatzierte steigt in die Namibia Second Division ab.

#### Bis 2011/2012
Die Liga war bis zur Saison 2010/11 in die Bereiche „Küste“ und „Inland“ unterteilt. Es spielten in jedem Bereich sechs Mannschaften jeweils einmal gegeneinander. Ausscheidungsspiele in den beiden Unterliegen entscheiden über jeweils einen Absteiger sowie jeweils zwei Mannschaften die in einer Entscheidungsrunde mit jeweils einem Spiel den einen Aufsteiger ausspielen.

### Norden

#### Seit 2013/2014
Seit der Saison 2013/2014 ist die Norden-Division in zwei Ligen, Osten und Westen, unterteilt.
Alle Mannschaften treten innerhalb ihres Streams in Hin- und Rückspielen gegeneinander an. 
Der Meister steigt in die Namibia Premier League auf, der letztplatzierte steigt in die Namibia Second Division ab.

#### Bis 2012/2013
Im Norden spielten bis einschließlich der Saison 2012/2013 12 Mannschaften (bis zur Saison 2010/11 13 Mannschaften) aus den Regionen Caprivi, Kavango, Oshana, Omusati, Kunene, Otjozondjupa, Ohangwena und Oshikoto.

## Spielstätten
Die Liga ist darauf ausgelegt, dass jede Mannschaft gegen jeden Gegner ein Heim- und ein Auswärtsspiel austrägt. Aus logistischen Gründen werden jedoch zahlreiche Spiele zentral an einigen Wochenenden in zentralen Stadien des jeweiligen Streams ausgetragen. Dies war insbesondere im Süden der Fall, wo es viele Jahre jeweils nur ein Spiel pro Paarung gab.